# Màu áo thứ ba

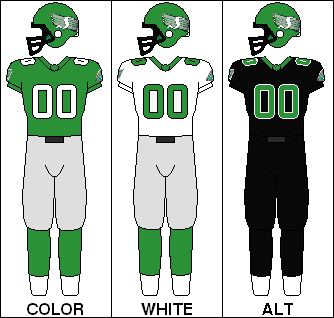
Đồng phục thay thế màu đen năm 2003 của Saskatchewan Roughriders của Liên đoàn bóng bầu dục Canada

Áo đấu thứ ba, áo thi đấu thay thế hoặc bộ quần áo bóng đá thứ ba là áo thi đấu hoặc đồng phục mà một đội thể thao có thể mặc thay cho trang phục sân nhà hoặc trang phục sân khách của mình trong các trận đấu, thường là khi màu của đồng phục khác của hai đội thi đấu là quá giống với độ tương phản dễ dàng. Áo đấu thay thế cũng là một phương tiện sinh lợi để các tổ chức thể thao chuyên nghiệp tạo ra doanh thu, bằng cách bán cho người hâm mộ. Đối với các giải đấu thể thao Bắc Mỹ, NFL tạo ra 1,2 tỷ đô la hàng năm doanh thu bán áo đấu, với giải thứ hai NBA bán được 900 triệu đô la mỗi năm. Một cách sử dụng khác của đồng phục thay thế là để xác định nguyên nhân, giống như Thủy quân lục chiến Central Coast mặc một bộ màu hồng thay thế vào ngày dải băng màu hồng.
Đồng phục thay thế hoặc áo đấu thứ tư/thứ năm không được sử dụng phổ biến, nhưng đôi khi được yêu cầu khi đồng phục khác của các đội gây ra xung đột về màu sắc hoặc đồng phục không có sẵn để sử dụng. Trong trường hợp các đội đã mặc nhiều hơn ba áo đấu trong cùng một mùa giải, áo đấu phụ thường được tái chế từ các mùa giải trước.
Áo đấu hoặc đồng phục của đội lựa chọn thứ ba được sử dụng trong tất cả bốn Giải đấu thể thao chuyên nghiệp lớn tại các Liên đoàn thể thao Hoa Kỳ.
Ao đấu thứ ba phổ biến trong bóng đá hiệp hội chuyên nghiệp châu Âu và trong một số câu lạc bộ liên đoàn bóng bầu dục chuyên nghiệp châu Âu. Áo đấu thay thế phổ biến ở hai giải đấu quốc nội lớn nhất của Úc, Liên đoàn Bóng bầu dục Úc (luật Úc) và Liên đoàn Bóng bầu dục Quốc gia (giải bóng bầu dục).

## Hiệp hội bóng đá
Áo đấu thứ ba đã tồn tại trong bóng đá Anh ít nhất là vào những năm 1930. Cho đến năm 1989–90, luật thi đấu của FA Cup quy định: "Trường hợp màu áo của hai câu lạc bộ thi đấu tương tự nhau, cả hai câu lạc bộ phải thay đổi trừ khi các thỏa thuận thay thế được các câu lạc bộ cạnh tranh đồng ý". Các bộ quần áo sân khách cũng thường tương tự nhau, do đó bộ quần áo thứ ba đã được mặc trong trận Chung kết Cúp FA năm 1948 của Manchester United và trận chung kết năm 1950 của Arsenal. Các quy tắc tương tự đã được áp dụng bởi cơ quan quản lý châu Âu UEFA, với việc Manchester United giành chiến thắng trong trận Chung kết Cúp C1 châu Âu năm 1968 trong bộ đồ thứ ba màu xanh lam.
Đôi khi các đội cần tìm áo đấu thứ ba tạm thời cho người chơi của họ. Một ví dụ đáng chú ý là Pháp phải mặc áo sọc xanh trắng của câu lạc bộ địa phương CA Kimberley trong trận đấu World Cup 1978 với Hungary, vì cả hai đội đều chỉ được trang bị áo thay đổi màu trắng cho trận đấu.
Bộ trang phục thứ ba trong bóng đá quốc tế ít phổ biến hơn, cả hai đội thường được khuyên nên thay đổi màu sắc trong trường hợp bộ đồ sân nhà đụng độ. Anh đã chuẩn bị bộ quần áo bóng đá thứ ba màu xanh nhạt cho các kỳ World Cup 1970 và 1986, bộ quần áo này chỉ được mặc cho các kỳ World Cup trước đây, và Tây Ban Nha đã giới thiệu bộ quần áo bóng đá thứ ba màu trắng cho World Cup 2014 theo sự kiên quyết của FIFA.
Kể từ những năm 2000, hầu hết các câu lạc bộ ở các giải đấu lớn ở châu Âu đã sử dụng bộ đồ thứ ba hoặc có một bộ dự bị. Các bản sao của áo đấu thường được bán tại các cửa hàng bán đồ của câu lạc bộ. Đôi khi, bộ đồ đá banh sân khách của mùa giải trước được giữ lại nếu xảy ra đụng độ. Các câu lạc bộ đôi khi cũng chỉ định một bộ thứ ba làm bộ phụ hoặc thậm chí chính của họ cho các cuộc thi nhất định và ngược lại.
Một sự cố đáng chú ý xảy ra vào năm 1996, khi Manchester United thay bộ đồ thứ ba màu xanh lam và trắng - trước đó là bộ quần áo bóng đá sân khách - trong hiệp một, khi huấn luyện viên Alex Ferguson đổ lỗi cho chiếc áo đấu màu xám vì một số màn trình diễn phụ. Ferguson nhận xét: "Các cầu thủ không thể chọn nhau. [... ] Họ nói rằng rất khó để nhìn thấy đồng đội của họ ở khoảng cách xa khi họ ngẩng đầu lên ".